# 天理高等学校
天理高等学校（てんりこうとうがっこう）は、奈良県天理市にある男女共学の私立高等学校。天理教が経営する学校法人天理大学の傘下にある天理大学の附属学校であるが、天理教の信者でない者も入学が可能である。全日制の第1部と夜間定時制の第2部がある。略称「天高（てんこう）」。制服は、金ボタン5個仕様の黒詰襟学生服（標準型学生服）か紺のダブルのブレザーと白ブラウスに紺の棒ネクタイ。

## 設置学科

### 第一部
全日制課程・普通科
- I類：定員約300名
  - 用木コース（天理教教育コース）
  - 教養コース
- II類（特進コース）定員約80名
- III類（スポーツ・芸術コース）定員約80名

II類は難関国公立・私立合格を目標とし、部活動については、進学研究会をはじめとし、文化系体育系を問わず積極的に参加している生徒が半数程度いる。　　
III類は、スポーツや芸術の各分野において優れた能力を持っている者を集約したクラスである。
学業成績優秀者10名以内、クラブ活動技能優秀者5名以内を選抜し、年間の授業料を全額免除される制度がある。

### 第二部
夜間定時制課程
- 普通科

第2部学生は昼間は市内の天理教関連施設での勤務（「ひのきしん」）に就き、在学中の学費・寮費等は教団関連の財団より支給される。

## 学寮
全国的な宗教組織である天理教の運営する高校であること、また部活動（特に硬式野球、柔道、ラグビー、吹奏楽、ホッケーなど）が強豪であることから、全国的に学生が集まる。そのような学生に対応するための寮が整備されている。

### 第一部
- 北寮（一般男子生徒用）
- みのり寮（一般女子生徒用）
- 火水風寮（柔道部員用）
- 白球寮（野球部員用）
- 勾田寮（ラグビー部員用）

### 第二部
- 陽心寮（男子生徒用）
- さおとめ寮（女子生徒用）
- 第二さおとめ寮（女子生徒用）
  - 介護福祉科募集停止の為、2009年度末でさおとめ寮と第二さおとめ寮は合併した。尚、第二さおとめ寮は教団側が保有する事になる。

## 主な部活動
- 硬式野球部
夏の選手権大会は出場29回中・優勝2回（1986年〈第68回〉、1990年〈第72回〉）、ベスト4が3回。
春の選抜大会は出場26回中（2020年の選抜大会は新型コロナで中止。出場回数のみカウント）・優勝1回（1997年〈第69回〉）、ベスト4が2回。
春夏の甲子園大会において通算3回の全国制覇を達成。奈良県勢としても甲子園大会の優勝経験校は、2024年現在で天理と智辯学園高校の2校のみである。特に奈良県内では、智辯学園高校・郡山高校とともに「奈良御三家」とも呼ばれている。（甲子園成績;選手権49勝27敗／選抜29勝23敗）
- 軟式野球部
全国高等学校軟式野球選手権大会出場13回中・優勝1回（2016年第61回大会）、国体優勝3回（2010年、2016年、2023年）。また、第2部の定時制軟式野球部は、夏の全国高等学校定時制通信制軟式野球大会で史上最多19回（2007年から2022年まで大会15連覇）の優勝。
- ラグビー部
ラグビー部は、全国高等学校ラグビーフットボール大会（花園）出場65回中、優勝6回。春の選抜出場6回、優勝1回。「白い巨人」の異名を持つ。また第二部の定時制ラグビー部も、全国大会4回の出場経験がある（全国高等学校ラグビーフットボール大会 (奈良県勢)参照）。
- 柔道部
団体戦のインターハイでは優勝13回。全国高等学校柔道選手権大会では優勝5回。
個人戦では野村豊和（1967年中量級）、細川伸二（1977年軽量級）、正木嘉美（1980年重量級）、穴井隆将（2001年100kg級）がそれぞれインターハイで優勝している。
- 水泳部
男子は1959年、女子は1960年にインターハイ総合優勝を果たしている。
- ホッケー部
男子 -全国タイトル計27回（インターハイ7回・国体6回・全国高校選抜12回・高校チャンピオンズカップ2回）
女子 -全国タイトル計2回（インターハイ1回・全国高校選抜1回）
- 吹奏楽部
1936年創部。全日本吹奏楽コンクール優勝8回・金賞22回。
- 弦楽部
全国学校合奏コンクールにて1990年・1991年と連続して全国最優秀賞（第1位）を受賞。
日本学校合奏コンクールにて2015年・2016年、2018年・2019年と2年連続して金賞及び全国1位に相当する文部科学大臣賞を受賞。2020年は金賞及び全国2位に相当する千葉県教育長賞を受賞。
- ダンス部
『夏の日本高校ダンス部選手権』全国大会において、2008年優勝
- 陸上競技部定時制は毎年全国高等学校定時制通信制陸上競技大会に出場。

## 沿革
- 1900年 - 天理教校設立。
- 1908年 - 旧制天理中学校（男子校）設立。
- 1920年 - 天理女学校設立。
- 1923年 - 天理女学校が天理高等女学校に移行。
- 1928年 - 旧制天理夜間中学校（男子校）設立。
- 1935年 - 旧制天理第二中学校（男子校）設立。
- 1941年 - 天理夜間女学校設立。
- 1943年 - 天理中学校及び同夜間制が統合。
- 1944年 - 天理夜間女学校、天理高等女学校と統合。
- 1948年 - 学制改革に伴い、天理中学校及び天理高等女学校が統合、新制高校・天理高等学校（男女共学）となる。
- 1964年 -　農業科定時制課程廃止[2]。
- 2008年 - 天理中学校・天理高等学校創立百周年記念式典が挙行される。
- 2009年 - 天理教青年会歌を校歌に制定する[3]。

## 主な卒業生

### 野球
- 門田博光[4]
- 外山義明
- 猪口明宏
- 鈴木康友
- 福家雅明
- 小山昌男
- 川本和宏
- 藤本博史
- 南渕時高
- 中村良二
- 山下和輝
- 藤立次郎
- 善村一仁
- 南竜次
- 谷口功一
- 吉川勝成
- 関本賢太郎
- 長崎伸一
- 橋本啓
- 東辰弥
- 佐藤清
- 西浦直亨
- 中村奨吾
- 姫野優也（中退）
- 籾山幸徳
- 太田椋
- 森浦大輔
- 達孝太
- 福永裕基
- 戸井零士
- 市原弘道
- 橋本武徳（元同校監督）
- 江原雅裕

### 柔道
- 野村豊和
- 野村忠宏
- 藤猪省太
- 穴井隆将（同大学監督）
- 細川伸二
- 正木嘉美（同大学教授）
- 中谷弘
- 橋本昇
- 光本正輝
- 村上嘉広
- 土井健史
- 笠原大雅
- 新添左季
- 中野寛太
- 植岡虎太郎
- 高橋徳三
- 吉野紗千代

### ラグビー
- 八ッ橋修身
- 小松節夫（天理大学ラグビー部監督）
- 渡邉大吾
- 藤井雄一郎
- 鷲谷正直
- 太田洋治
- 高野彬夫
- 渡辺義己
- 笠木陽介
- 笠木大
- 永下安武
- 太田春樹
- 八役大治
- 立川誠道
- 宮本啓希
- 松本友介
- 立川直道
- 森田諒
- 井上大介
- 島直良
- 立川理道
- 田村玲一
- 藤原丈宏
- 竹内健人
- 田中大治郎
- 塚本健太
- 春山悠太
- 小林亮太
- 田川明洋
- 堀大志
- 松本悠介
- 光井勇人
- 庄司壽之
- 田淵慎理
- 松本仁志
- 森川稔之
- 森田澄
- 田中章司
- 藤原恵太
- 山口知貴
- 井関信介
- 王子拓也
- 西川和眞
- 水野健
- 島根一磨
- 中野剛通
- 木下皓太
- 山川力優
- 服部航大
- 福山竜斗
- 佐藤康
- 山村勝悟
- 中山律希
- 北條拓郎

### その他スポーツ
- 清王洋好造（相撲）
- 元渕幸（飛込競技）
- 水越潤（サッカー）
- 森本さかえ（ホッケー。同校監督）
- 田中健太 (ホッケー選手)
- 砂間敬太（競泳）
- 難波実夢（競泳）
- 藤川佳大（バレーボール）

### 政治家
- 大久保貴
- 中山泰
- 吉川政重
- 曽根健孝

### 経済
- 左右田稔（東建コーポレーション創業者・社長兼会長）

### 学術・文化
- 平通武男（画家）
- 中山正善（天理教2代真柱）
- 村上和雄（分子生物学者、名誉教授）
- 木村祥朗（ゲームクリエイター）

### 芸能・マスコミ
- 古賀誠一（オスカープロモーション創業者）
- 辻豊人（アナウンサー）
- 妹尾和夫（タレント・ラジオパーソナリティー・劇団パロディフライ座長）
- 平原まこと(サックスプレーヤー）
- 久松真一 (脚本家)
- 川畑真一（音楽プロデューサー）
- 久保田哲史（演出家）
- 岸本尚実（アナウンサー）
- 榎森耕助（芸人）
- 辻本美博（サックス・クラリネット奏者）
- 瀬村奈月（アナウンサー）
- 田中哲也（レーシングドライバー）

## 野球部不祥事
1980年10月、秋季県大会優勝後に1年生部員に対する長期のいじめが発覚して1年の対外試合禁止となり、当時の監督が辞任した。禁止処分中に部員の喫煙が発覚し、さらに半年の処分延長となった。1990年5月、春季奈良県大会決勝直前に部内暴力事件が発覚し当時の監督が辞任した。1995年夏にも野球部寮内での集団飲酒が発覚している。1998年4月には部内での暴力事件が起こり奈良県春季大会、1999年5月には部員の暴力事件により同じく春季大会への出場を辞退している。2011年にも部内での暴力事件が発覚し、第93回全国高等学校野球選手権奈良大会を辞退している。2011年の事例では3年生部員が2年生部員を殴り、右頬骨折や耳の鼓膜が破れる重傷を負わせている。
暴力事件以外にも、2009年には2年生部員が強制わいせつ容疑で逮捕されている。

## 関連学校
- 天理大学
- 天理中学校
- 天理教校学園高等学校（2023年閉校）
- 天理小学校
- 天理幼稚園
- 修徳中学校・高等学校